# پائولا اورتیس
پائولا اورتیس (به اسپانیایی: Paula Ortiz‎؛ زادهٔ ۸ ژانویهٔ ۱۹۷۹) کارگردان فیلم، فیلم‌نامه‌نویس و تهیه‌کننده فیلم اهل اسپانیا است که برای شرکت‌های «گت این د پیکچرز پروداکشنز» و «آماپولا فیلمز» فعالیت می‌کند. او همچنین در دانشگاه بارسلونا در رشته ارتباطات تصویری تدریس می‌کند و با دانشگاه سان خورخه در ساراگوسا همکاری دارد.
در سال ۲۰۱۱، اورتیز برای فیلم خود به نام «کریسالیس» نامزد جایزه گویا در بخش بهترین کارگردان تازه‌کار شد و در همان سال جایزه پیلار میرو را به عنوان بهترین کارگردان تازه‌کار در جشنواره بین‌المللی فیلم بایادولید دریافت کرد.
از فیلم‌هایی که وی در آن‌ها نقش داشته‌است، می‌توان به ایلدگارت و در امتداد رودخانه به سمت درخت‌ها اشاره نمود.